# Svidník
Svidník (rusiń. Свідник, Swidnyk) – miasto powiatowe we wschodniej Słowacji, w kraju preszowskim, w historycznym regionie Szarysz (Šariš).

## Położenie
Svidník leży na wysokości 230 m n.p.m., w północnej części Pogórza Ondawskiego, u ujścia rzeczki Ladomírka do rzeki Ondawa. W 2011 roku liczba mieszkańców miasta wynosiła 11 721 osób, powierzchnia – 20,20 km².
Przez Svidník przebiega droga krajowa nr 21 (międzynarodowa E371) z przejścia granicznego Vyšný Komárnik – Barwinek do Preszowa. Miasto ma obwodnicę w standardzie jednojezdniowej drogi ekspresowej, która wyprowadziła ruch tranzytowy z centrum miasta. Z drogą nr 73 łączy się w mieście droga krajowa nr 77, biegnąca z Bardejowa. W mieście znajduje się cywilne lotnisko z krajowym portem lotniczym, czynnym od 1990. W mieście rozwinął się przemysł spożywczy oraz odzieżowy.

## Historia
Dzisiejszy Svidník powstał dopiero w 1944 z połączenia wsi Vyšný Svidník i Nižný Svidník, od stuleci leżących na transkarpackim szlaku handlowym przez Przełęcz Dukielską. Starszy ze Svidníków powstał prawdopodobnie około 1340, w czasach kolonizacji wołoskiej, jako osiedle rusińskie. Pierwsza pisemna wzmianka o wsi Svidník pochodzi z 1355, a na początku XV wieku wspomina się już o dwóch wsiach Svidník.
W 1370 włości svidníckie przypadły Piotrowi Cudarowi, który przyłączył je do majątku Makovica z siedzibą na zamku Makowica Zborowska. Po Cudarach ziemiami tymi władały rody Erdődy i Szirmay. Pod koniec XV wieku Svidník został zniszczony przez wojska polskie w czasie wojen polsko-węgierskich. W II połowie XVIII wieku Svidník stał się siedzibą powiatu w komitacie Saros. Na początku XIX wieku przez miasto kilkakrotnie przechodziły rosyjskie wojska interweniujące w Zachodniej Europie. XIX wiek był okresem upadku gospodarczego miasta i okolic, który zaowocował intensywną emigracją w inne regiony Słowacji i za granicę. Pod koniec wieku okolice nawiedziła w dodatku epidemia cholery. W 1910 Svidník zamieszkiwało jedynie 685 osób, w tym 407 Rusinów, 113 Niemców i 107 Węgrów. Svidník został poważnie zniszczony w obu wojnach światowych. W 1948 połączone wioski miały 1037 mieszkańców. Po wojnie Svidník przeżył okres gwałtownego rozwoju – budowy osiedli mieszkaniowych i zakładów przemysłowych – mimo tego nadal był silny ruch migracyjny w inne regiony Słowacji.

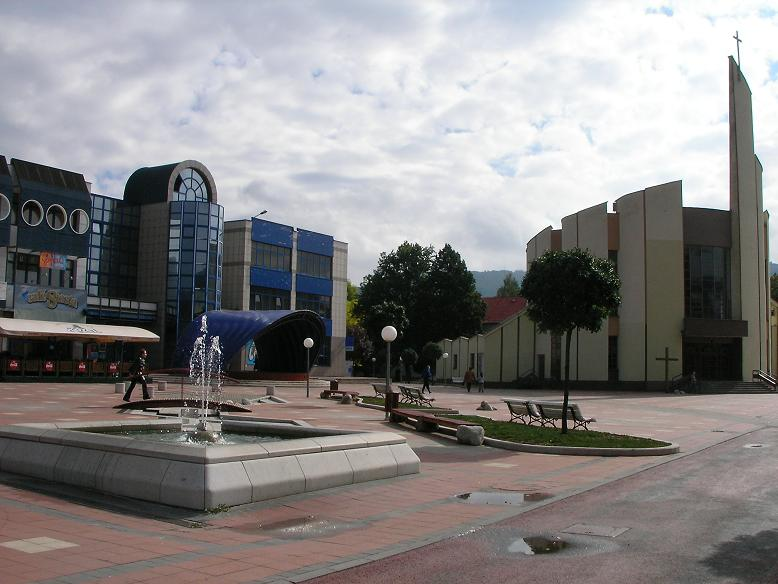
Centrum
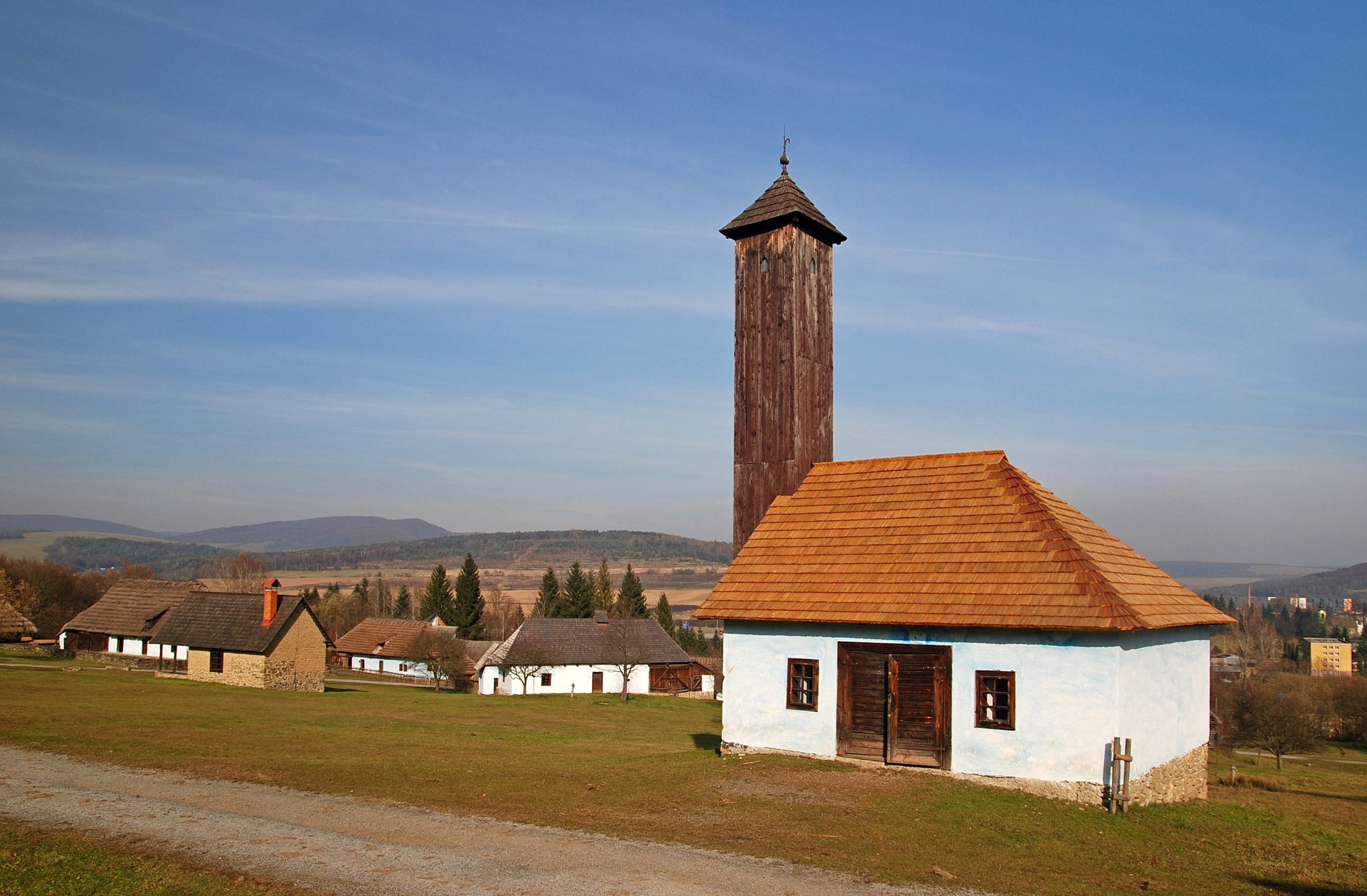
Skansen kultury łemkowskiej
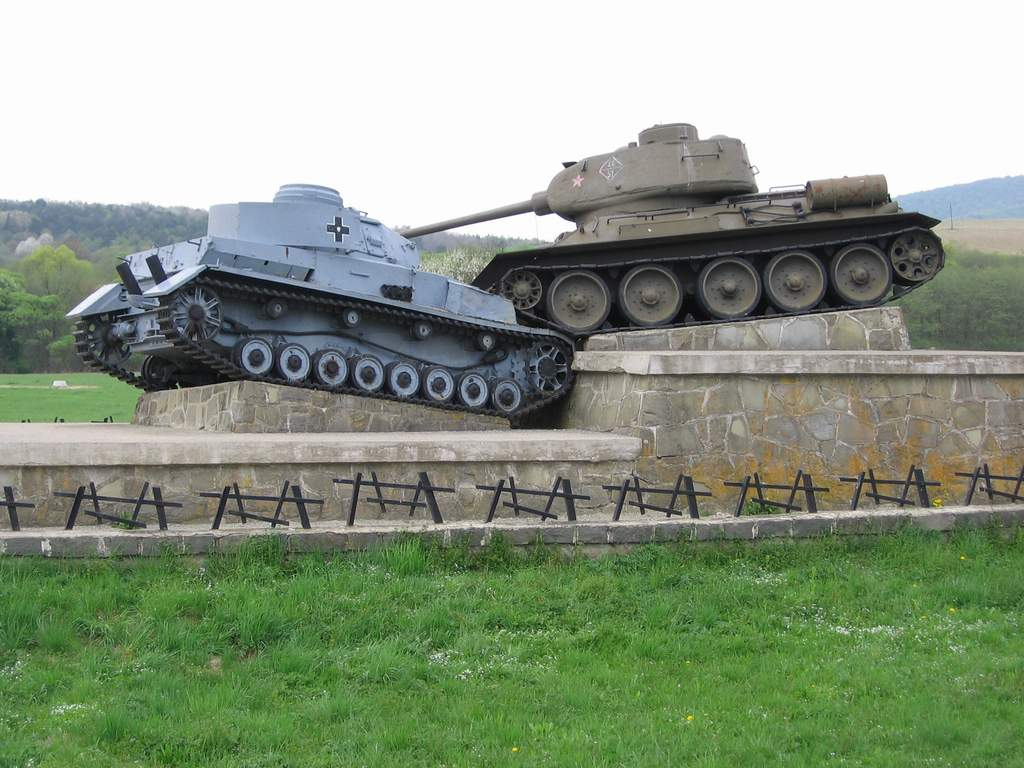
Pomnik, pamiątka bitwy dukielskiej
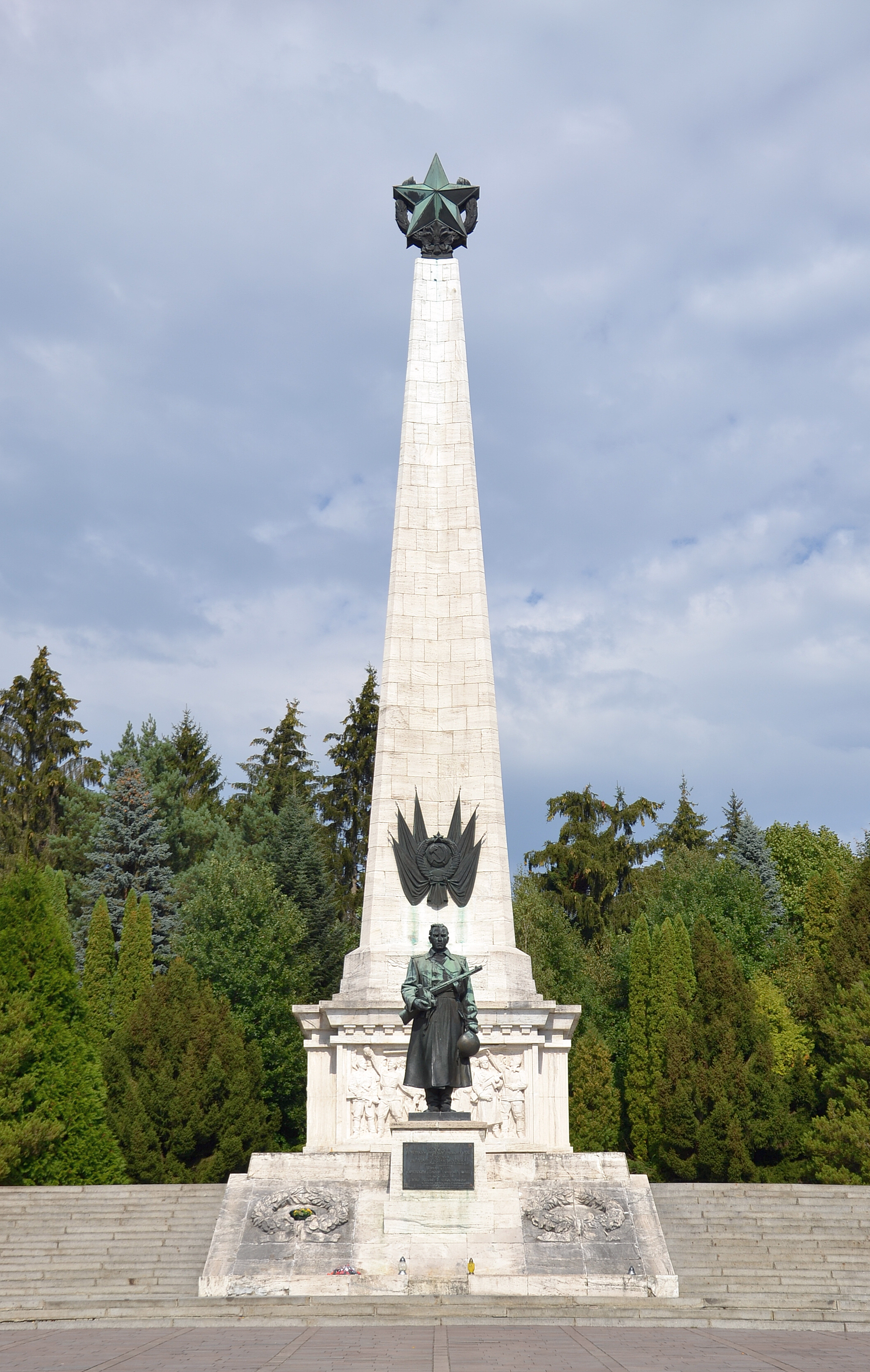
Pomnik Armii Czerwonej

Svidník jest ośrodkiem kultury rusińskiej. W okresie międzywojennym Rusini stanowili 61% mieszkańców Vyšnego Svidníka i 85% mieszkańców Nižnego Svidníka. Obecnie, według oficjalnych danych, odsetek ludności rusińskiej w mieście i okolicach wynosi 12%. W mieście działa państwowe muzeum kultury rusińsko-ukraińskiej ze skansenem miejscowego budownictwa ludowego, od 1956 odbywają się doroczne festiwale kultury rusińsko-ukraińskiej. 
Poza wspomnianym muzeum rusińskim w mieście znajduje się także muzeum wojenne, upamiętniające zmagania I i II wojny światowej na terenach wschodniej Słowacji, w szczególności operację dukielską, oraz Galéria Dezidera Millyho – zbiór ikon ze wschodniosłowackich cerkwi. Atrakcjami Svidníka są cerkwie – prawosławna i greckokatolicka – o ciekawej, nowoczesnej architekturze. We wsiach wokół miasta (Bodružal, Hunkovce, Dobroslava, Korejovce, Krajné Čierno, Ladomirová, Miroľa, Nižný Komárnik, Potoky, Príkra i Šemetkovce) znajduje się jedenaście zabytkowych drewnianych cerkwi. Miasto jest bazą turystyczną dla wycieczek w okoliczne góry (Čierna hora i Ostrý vrch).

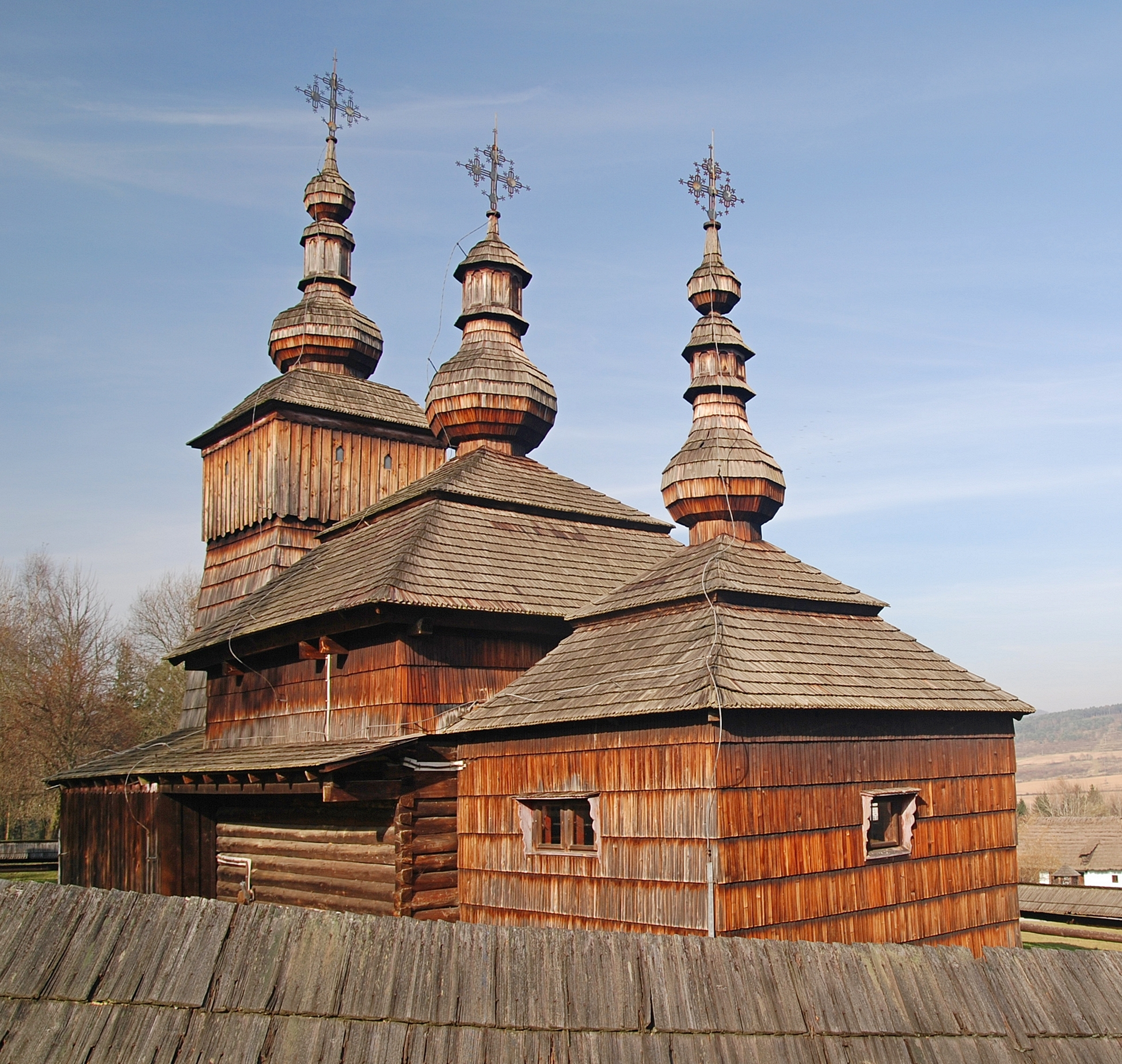
Zrekonstruowana cerkiew św. Paraskewy ze wsi Nová Polianka w skansenie
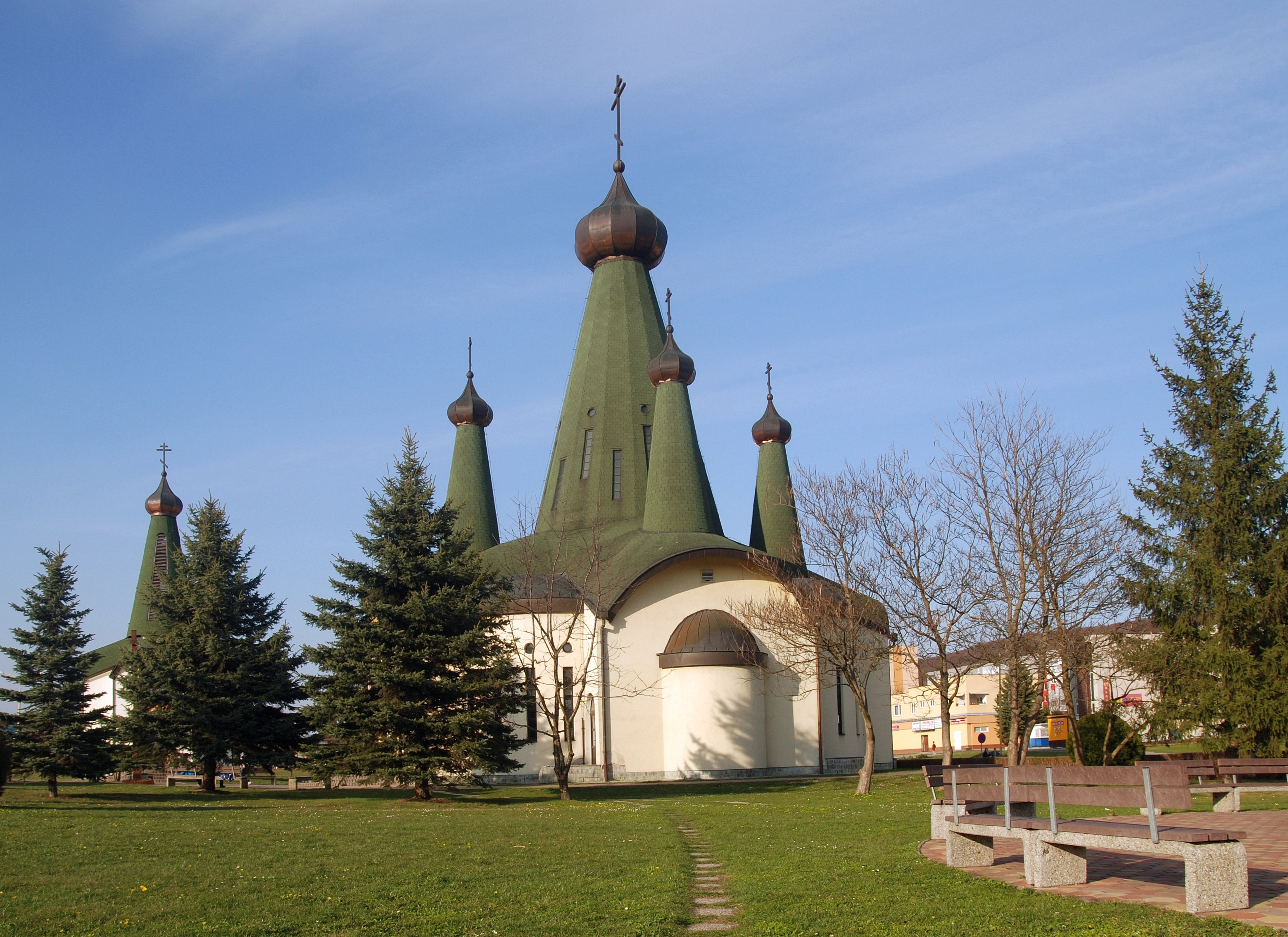
Cerkiew prawosławna Świętej Trójcy
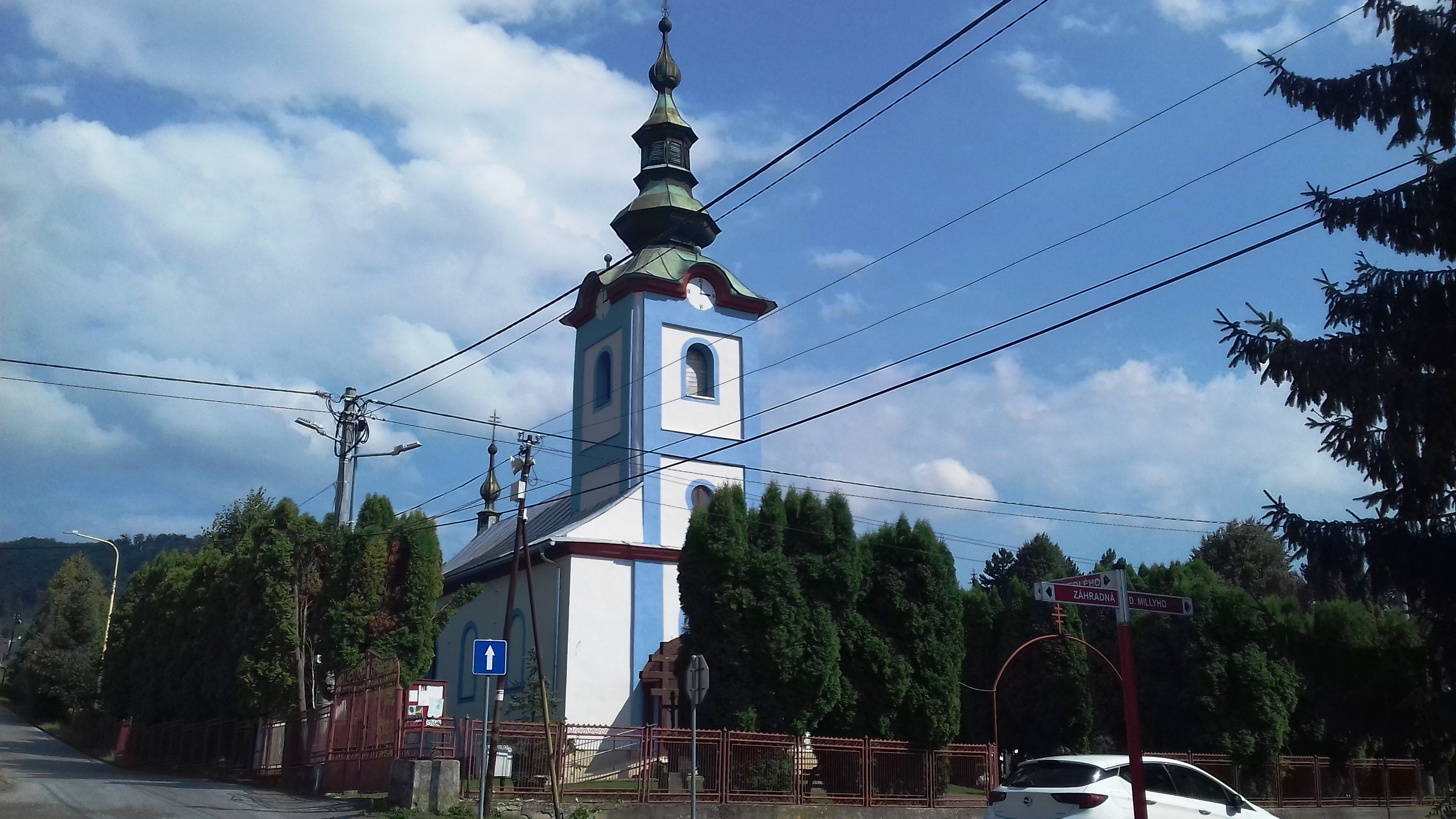
Cerkiew greckokatolicka Narodzenia Przenajświętszej Bogurodzicy

## Sport
- VK Slávia Svidník – klub piłki siatkowej mężczyzn

## Transport
- Port lotniczy Svidník

## Miasta partnerskie
- Chrudim
- Jarosław
- Kriwa Pałanka
- Powiat sanocki
- Rachów
- Strzyżów
- Świdnik
- Vrbas